# Луис Мигел Сегуи
Луис Мигел Сегуи (на испански: Luis Miguel Seguí) е испански сценарист, филмов продуцент и актьор, известен на българските зрители с ролята си на Лео в испанския сериал „Новите съседи“.

## Биография

### Личен живот
През 2009 година официално той има връзка със своята колежка от сериала „Новите съседи“ – Антония Сан Хуан.
През лятото на 2015 г. се развеждат.

## Филмография
- Следващото лято (Del lado del verano) (2011)
- Вие избирате (Tú eliges) (2008)
- Изневяра (¿Infidelidad?) (2007)
- Слабостта на болшевиките (La flaqueza del Bolchevique) (2003)
- Отмъщението (Venganza) (2002)
- Цветя от Another World (Flores de otro mundo) (1999)
- Kisses и Hugs (Besos y abrazos) (1997)

Телевизия
- Пепа и Пепе (1995) 1 епизод
- Новите Съседи. (2007-2015) като Леонардо „Лео“ Романи (109 епизода)
- Pasapalabra (2015) 3 програми за гости
- „Брегове и дъбове“ (2015) (8 епизода)